# Josep Gudiol i Ricart
Ne pas confondre avec l'historien de l'art espagnol, archéologue et conservateur de musée Josep Gudiol i Cunill (1872-1931).
Josep Gudiol i Ricart, né en 1904 à Vic et mort en 1985 à Barcelone, est un architecte et historien de l'art espagnol.
Directeur de l'Instituto Amatller de Arte Hispánico (es), il est un spécialiste de l'étude de la peinture.

## Biographie
Josep Gudiol i Ricart naît en 1904 à Vic.

## Publications

### Sur la peinture
- Pintura e imaginería románicas (1950)
- Pintura gótica (1955)
- Goya (1970)
- Doménikos Theotokópoulos, El Greco, 1541-1614 Barcelona : Ediciones Polígrafa, 1982 (edición original 1971).  (ISBN 84-343-0031-1)
- Velázquez (1973)
- Historia de la pintura en Cataluña
- Goya, 1746-1828: Biografía, estudio analítico y catálogo de sus pinturas Barcelona : Poligrafa, D.L. 1980.  (ISBN 84-343-0313-2)
- Goya Barcelona : Polígrafa, 1984.  (ISBN 84-343-0408-2)

### Autres thèmes
- Los vidrios catalanes
- Arquitectura y escultura románicas
- Tarragona y su provincia
- La catedral de Toledo
- Bernardo Martorell
- The Arts of Spain, coll. « The World of Art Library ». Londres, Thames & Hudson, 1964.